# Gródkówko
Gródkówko (prononciation : [ɡrutˈkufkɔ]) est un village polonais de la gmina de Wyszogród dans le powiat de Płock de la voïvodie de Mazovie dans le centre-est de la Pologne.
Il se situe à environ 8 kilomètres au nord-ouest de Wyszogród (siège de la gmina), 33 kilomètres au sud-est de Płock (siège du powiat) et à 64 kilomètres à l'ouest de Varsovie (capitale de la Pologne).

## Histoire
De 1975 à 1998, le village appartenait administrativement à la voïvodie de Płock.